# 魔神英雄伝ワタル
『魔神英雄伝ワタル』（マシンえいゆうでんワタル）は、サンライズ制作による日本のテレビアニメ。1988年4月15日から1989年3月31日まで日本テレビにて放送された。全45話。

## 概要
シリアスで重い物語の増加を危惧し、『鉄腕アトム』から続く子どもが純粋に楽しめるアニメ作品を目指して制作された。テレビゲーム的RPG風ストーリー展開に、既存アニメの良い箇所と和のテイストを加えた独特の世界観を持つ。ロボットに搭乗して戦う”ロボットアニメ”の要素はあるが、戦闘パートよりもギャグテイストに重きが置かれ、死人が出ることもほとんどない。
キャラクターの原型は、『月刊OUT』1988年2月号の表紙イラストで登場した、芦田豊雄による「宇宙少年BOY」。その際「表紙のことば」にて芦田が「いつかこんなアニメをやりたい。この表紙を見た業界の方々、興味があればご一報ください」と無理を承知で記載したものがサンライズの目に留まり企画として動き出した。広井王子の「いまビックリマンチョコ流行ってるけど」（原文ママ）との発言が元となり、同作品の特徴である「顔」の要素を取り入れ、登場人物およびメカは「顔」を中心にデザインされており（広井がメカデザインコンペ参加者に対し正方形の紙を渡し、「この中に収まるように描いてくれ」と指示したという）、「顔から手足が生えたような造型」になっている。
本作の企画成立の経緯について、サンライズの井上幸一（制作途中で別作品の担当となったため降板）は「聖戦士ダンバインはいい作品だが子供には分かりにくい。子供にも分かりやすいアニメにするにはどうしたらいいか」と企画について考えていた時に、ヤマトタケル、卑弥呼、宮本武蔵、鞍馬天狗（または烏天狗）といった歴史上の有名人をモチーフにしたキャラクターたちが魔界を平定するというシンプルなストーリーなら分かりやすいのではと考えていた折、サンライズの取引相手の企画会社から広井王子を紹介される。広井は井上の企画をもとに「タイムマシン開発者の神田博士の助手、主人公タケルが実験中にマシンが暴走し、彼の善と悪の心が分離、異世界・神部七階層の支配者となった悪のタケルを止めるため善のタケルが戦う」というストーリー『魔神英雄伝説タケル』（のち語感が良くないとして魔神英雄伝タケルに変更）を考案。井上は日本文化に精通している広井の持ち味を生かすため「もっと和風寄りにしたほうがいい」と意見し、現在のストーリーに変更された。
企画が成立し制作がスタートした魔神英雄伝タケルだが、スポンサーとなったタカラ（現:タカラトミー）から同時期に進行していた『鎧伝サムライトルーパー』と15分×2本立ての放送形態としたらどうか？と提案をされたサンライズの吉井孝幸プロデューサーが「15分番組にしてもスタッフの負担は1/2になるわけではない」と反対し、各々独立した放送枠となった。
制作中、作品タイトルのタケルが商標上の都合で登録ができないことが判明し、タイトルをどうするかの話し合いとなった時に井上が「スポンサーのタカラさんの作品に関係する名前なら商標の問題をクリアできるのでは？」と提案し、『リカちゃん』シリーズのボーイフレンド「わたる」から名前を取り“魔神英雄伝ワタル”に変更された。
1987年12月に提出された企画書『魔神英雄伝ワタル（仮題）』の時点でも細部の設定が定まっておらず“ヒミコの父の仮名は忍部アサヒで、記憶喪失かつ姿を変えられ「モンジャラ殿下」を名乗っている”、忍部一族に仕える30歳の忍者でヒミコを影からサポートするが、貧乏くじを引かされる「全部キノドク」、ワタルを尊敬する協力者で、口数が少ない16歳のイケメン剣士「謎の美剣士 キワ丸」などが没となった。また第四階層が公害の世界、第五階層が極寒の世界となっていたが映像では逆となっている。

## ストーリー
小学4年生の戦部ワタルは、龍神池と呼ばれる池から現れた守護龍に「神部界」という神々の世界へと連れて行かれる。その中心に存在する神々の山「創界山」に突如現れた隠れもなき支配者、悪の帝王「ドアクダー」が神々と創界山を支配していた。本物の「魔神」となった龍神丸と共に、創界山の象徴である七つの虹を取り戻すため、ドアクダー退治へと旅立つ。

## 魔神
- 『ビックリマン』の成功の理由を独自解釈し自身の作品で実践するという広井のコンセプトのもと、コンペ参加者たちは正方形のフレームでもキャラクター性が分かりやすいロボットのデザインを求められた。その中で中沢数宣の描いた龍神丸、明貴美加の幻神丸、堀口滋の戦神丸が採用され、主役メカを描いたということで中沢がメカニカルデザイナーに抜擢された。だがどちらかといえば等身が高いロボットアニメの方に参加したかった中沢は魔神を「ワタルワールドにおけるリアルロボット」だと定義し、手足をリアル風に描く、できるだけ脚を長く描きたいと脇の下に足の付け根を置くなどし、アニメーターたちに「魔神はギャグ風作画にはしないように」と注意した。等身の低いメカにも関わらず過剰なデフォルメを行わない中沢のメカデザインに感心を持った広井が自身の会社レッド・カンパニーにスカウトし、（一時期）所属するきっかけとなった[5]。

### 丸魔神
龍神丸（りゅうじんまる）
- 全高：3.76m
- 体重：7.95t

声 - 玄田哲章
ワタルが操縦する救世主専用魔神。現在の姿は、ワタルが現生界（用語参照）の図工の時間において造った粘土細工をモデルにしている。内部構造は神部七龍神『金龍』の意思と、七龍神の四頭五玉、鱗や筋繊維を特殊加工して製作されたと言われる。例え片腕をはじめとした一部が破壊されても、コクピット中枢部である虹龍球が壊されない限り1日足らずで再生する。他の魔神と異なり、単独で言葉を喋り、意思を持って行動。操縦房である虹龍球の内部には虹龍黄金像【こうりゅうおうごんぞう】が鎮座し、搭乗したワタルがその角を握ることで戦闘モードへ移行する。
その反面、操縦者がいないと通常モードでしか活動出来ず、半分以下の戦闘力しか出せないが、成長にともない新たな技が繰り出せる。欠点は自力での飛行は不可能で飛行魔神には度々苦戦していたが、空神丸に胸四穴を掴んでもらうことで飛翔することが可能となる。また器用にジャンケンを出し、プロレス技も繰り出し、創界山各地の方言をマスターしている。
第四界層ヒエヒエ神殿におけるガッタイダーとの戦闘で力尽きるが、第五界層セリーヌの森で復活を果たし戦い続けた。
装備
登龍剣（とうりゅうけん）
名刀鍛冶「夢幻翁」が奇跡と言わしめた名刀。岩を一刀両断しても刃こぼれ一つしない。
龍爪（ドラゴン・クロー）
戦闘時に両肩から飛び出す黄金の爪。
絹衣防御（シルク・スクリーン）
龍印肩（ドラゴン・ショルダー）
龍導口（ドラゴン・エントランス）
謎の胸四穴（なぞのブレスト・ホール）
技
必殺登龍剣（ひっさつとうりゅうけん）
龍牙拳（りゅうがけん）
龍爪を射出しての攻撃。
炎龍拳（えんりゅうけん）
腹部のベルトから生成された火の玉を投げつける。後半から効かないことが多い。
飛龍拳（ひりゅうけん）
胸部の胸四穴から龍の鱗をベースにした光鎖を射出させる。命中後は実体化する。
龍雷拳（りゅうらいけん）
両肩の龍印から雷撃を放つ。
龍迅拳（りゅうじんけん）
ストレートパンチ。30mmの鉄板をブチ向く。右腕のほうが威力がある。
- 中沢は龍神丸のイメージとして、戦前に軍用機の設計を担当していたデザイナーが戦後にデザインし、力学や物理学の視点からも考えられている車“スバル・360”を下敷きにし、空体力学を意識して前後に長いデザインとなった。また頭部のひさしは中沢がファンだった宇宙刑事ギャバンのコンバットスーツをリスペクトしている[7]。

一方で監督の井内の考える主役ロボのイメージが違っていたため、中沢に「もっと埴輪っぽいデザインにしてほしい」と意見し、自らもリデザイン案を提案しようとしたものの、タカラ側から「市場調査で子供たちの評判がいい」「すでに商品の金型がつくられている」としてそのまま採用となった。一方で胸についている勾玉がアニメーターには「顔のバストアップでゆっくり動かすと線が重なりすぎて動画にできない」と不評だったという。
戦神丸（せんじんまる）
- 全高：3.51m
- 重量：8.10t

シバラクが操縦する侍型魔神。操縦者と同様、野牛シバラク流を使いこなす。召喚方法が前時代物の電話交換で、電話や公衆電話による通話の際は専用テレカを入れて「1000・10・0（せん・じゅう・まる）」の電話番号で呼び出されるが、剣を天にかざして召還。転送前立【フォワード・クレスト】によって電話を通じ相互会話ができる。二日酔いで来れなかったり、風邪を押して出撃した際には咳こみ、冷え性とデリケート。
飛行能力や火力装備が無い為に、対空戦闘には苦戦することが多いが、地上での対複数の白兵戦を得意としており、ギーガンIIを中心とした魔神部隊を単機で全滅に追い込んでいる。
第七界層『水晶の洞窟』内でドンゴロに敗れ力尽きるが、白龍の力で赤い球に変化、その後シバラクの生身でも敵魔神に挑もうとする強い思いによって戦王丸専用テレカに生まれ変わる。歴代の剣部一族の長達の魂を核とする。
装備
剣部刀（つるぎべとう）
ミヤモト村に伝わる幻の名刀を模したもの。
刀部刀（かたなべとう）
戦神丸の為に「夢幻翁」が打ち直した刀。
剣部刀を揃えることにより、その力は4倍になると言われている。
隼のさすまた（はやぶさのさすまた）
鳥が舞うフォルムを基にした刺又。対空迎撃も行える。
火焰の紋（かえんのもん）
転送前立（フォワード・クレスト）
摺り足の足袋（スライディング・ウォーク・ブーツ）
必殺技
野牛シバラク流×の字斬り
操縦者と同じ技。
蜻蛉返り

空神丸（くうじんまる）
- 全高：3.00m
- 重量：7.83t

クラマが操縦する鳥型魔神。元々は第六界層仕様の偵察魔神だったのをドン・ゴロが貸し与えた。操縦者の声で嵐の中から出現。龍神丸の妨害とドアクダー魔神支援に使われた。通常、翼や背中に装備されているエンジンが後頭部に施されており、それにより創界山で一、二を争える飛行速度を誇る。情報収集後の帰投を優先し武装が多くもたらされているが、木にも止まれず、水にも弱い。
損得勘定を抜きにして助けようとしたワタル達に感銘を受け真の仲間として以降は空中戦闘を担うものの、第五界層セリーヌの森でブルッキー2号に破壊されるが、その魂は滅びず龍神丸に新たな力を与える。螺旋山の頂上に住まう鳳凰の凰（雌）の化身である。
装備
鷹波銃（スーパーソニックウェーブガン）
鷹の鳴き声をベースにした機関砲。高出力により連射ができない。
龍爪（ドラゴン・クロー）
龍神丸の爪を模倣したもので破壊力はやや劣る。
鷹爪（ホーク・クロー）
ランディングギアにもなる脚。鳥型なのに木にも止まれない。
殺傷嘴（キラー・ビル）
全身鋭利な機体で最も鋭い嘴。
力翼（パワー・ウイング）
千里眼（せんりがん）
闇受信機（ダーク・アンテナ）
幻神丸（げんじんまる）
- 全高：3.00m
- 重量：7.91t

ワタル達の危機に突如現れ加勢する謎の魔神。その正体は忍部の勇者が乗る忍者型魔神である。当初は陰ながら彼らを助けていたが、第五界層イタロウ村において操縦者がヒミコの父親幻龍斎であると知られた後、娘も搭乗し、親子が持つ星手裏剣型ペンダントによって召還、主に人質の救出、牽制を行う。
操縦席自体は人間用と忍者動物用に分かれており、どちらでも操作可能になっている。また、巨大な手裏剣は飛行翼として機能するが、紛失時にはバックパック内部に内蔵される扇翼を展開し行動に支障がないよう考慮されている。
第七界層『水晶の洞窟』内でドンゴロによって戦神丸と共に敗れ力尽きるが、白龍の力で緑の玉になり、その後、幻王丸の召喚用ペンダントへと生まれかわる。歴代の忍部一族頭領の魂を核とする。
装備
幻武手裏剣（げんぶしゅりけん）
忍部の勇者が手にすることができる大型手裏剣。飛行翼としての機能を持つ。
雷小刀（いかづちこがたな）
腰部に装備されている小刀。
水夫刀（ジャック・ナイフ）
右足裏に隠された暗器。
水夫足袋（ジャック・ブーツ）
消音足袋（サイレント・ブーツ）
忍眼（スパイ・アイ）
雷の紋様（いかづちのもんよう）
技
幻夢鬼神剣

風車手裏剣

幻龍刀

鳳凰の術

### 丸魔神（パワーアップ）
龍王丸（りゅうおうまる）
- 全高：3.97m
- 重量：8.42t

声 - 玄田哲章
復活の聖水によって甦った龍神丸に、空神丸の魂が融合し変化した魔神。元々龍王丸という魔神が別に存在し、その姿を借りた物らしいが劇中では特に言及されず。敵魔神との交戦中ワタルの「パワー全開！ 変身、龍王丸！」の掛け声によりこの姿をとる。
機体性能が向上、技の威力も数倍に跳ね上がり、「変化鳳凰」の掛け声で鳥形の「鳳凰」に変形することで、龍神丸では不可能だった単独飛行が可能となった。
装備
鳳龍剣（ほうりゅうけん）

鞘楯（シースシールド）

技
龍神丸のものと同様だが、威力は以前よりパワーアップしている。
必殺鳳龍剣（ひっさつほうりゅうけん）
鳳龍氷河剣（ほうりゅうひょうがけん）

龍牙拳（りゅうがけん）

炎龍拳（えんりゅうけん）

龍雷拳（りゅうらいけん）

飛龍拳（ひりゅうけん）

鳳凰（ほうおう）
- 重量：8.42t

龍王丸が「変化鳳凰」の掛け声で変化したもう一つの姿。空中戦に特化し、人型にあった空神角は収納されている。変化した際の龍王丸の首部分から出現する推進器が最大の弱点で、破壊されると復元が終了するまで空を飛べなくなってしまう。
ノベライズ版では「鳳凰丸」と呼ばれている。
装備
鳳牙弾（ほうがだん）
爪先を伸ばして、相手を拘束する。
技
鳳雷波（ほうらいは）
空神丸の鷹波銃を受け継いだ銃。口内に内蔵、数倍の威力を誇る。
クワトロ･アロー
龍王丸を加えた正義の魔神4体の心を一つにして一直線に並び、光の矢となって突撃する技。劇中では龍王丸、戦王丸、幻王丸、空王丸の順に並び、ドアクダーの放った魔王の剣を打ち破っている。
読切漫画『魔神英雄伝ワタルひみつ外伝 魔神山奪回作戦』では、神部界に伝わる幻の必殺技であり、龍王丸抜きでは完成しない技と虎王により語られている。
戦王丸（せんおうまる）
- 全高：3.68m
- 重量：8.68t

ドンゴロとの戦闘で力尽きた戦神丸が、シバラクの正義の心によって転生した魔神。テレカの絵柄は変わったが召喚方法は以前と変わらず、電話番号も「1000・10・0」番で呼び出す。
武装だけでなく防御力も高くなり、戦神丸の十二倍の力と空神丸並みの移動速度を持つ。変形機能は無いが自力飛行が行える。
装備
剣部豪刀（つるぎべごうとう）

刀部斬夢刀（かたなべざんむとう）

三槍（みつやり）

技
野牛シバラク流 火炎×の字斬り

空王丸（くうおうまる）
- 全高：3.78m
- 重量：8.32t

魔神山へ帰郷したクラマが新たに手に入れた魔神。通常の鳥型に加え、接近戦用の人型に変形可能。飛行速度は創界山魔神最速を誇る。
他の丸魔神とは違い空神丸の魂を持いてパワーアップしたものではなく別の機体であり、空神丸とは夫婦関係で鳳凰の鳳（雄）の化身である。
装備
超鷹波銃（ハイパーソニックウェーブガン）

天国への嘴（ヘブンへのビル）

一角獣剣（ユニコンソード）

鷹爪（ホークロー）
幻王丸（げんおうまる）
- 全高：3.51m
- 重量：828t

戦神丸と同様の経緯で力尽きた幻神丸が、幻龍斎の正義の心によって転生した魔神。召喚用の星手裏剣型ペンダントは五芒星型から十字型に変化。
肩や全身にアーマーが追加され、背部のバックパックがウイングに変化しているのが特徴。水夫刀も継承しているが名称は不明で、幻王キックの際には使用されていない。
装備
忍耐通翼（にんたいつよく）

幻気翼（げんきよく）

幻武光牙手裏剣（げんぶこうがしゅりけん）
忍耐通翼と幻気翼を合わせた手裏剣。
幻武星流手裏剣（げんぶせいりゅうしゅりけん）
小型化した幻武手裏剣。
雷牙刀（ライガーナイフ）

神心眼（ゴッドアイ）
飛雷針（ひらいしん）
朧足袋（おぼろたび）
別名フェイントブーツ
技
忍部流電光手裏剣

幻王キック

### ドアクダー魔神
ドアクダー軍団が乗り込む戦闘用ロボットの総称。その大部分は丸魔神と製造元は一緒である。一部、設定のみで本編に未登場のものや、玩具同梱の新聞、カバヤから発売されたシール付きガムで発表された魔神も含む。

### 第一界層
兵器をモチーフにした魔神。
バトルゴリラ
- 全高：4.48m
- 重量：7.90t

シュワル・ビネガーが搭乗する拳銃型魔神。操縦席はフィットネスマシンで、自転車こぎとウェイトトレーニングの要領で動かす。
ゴリラ並みの力しかないが、村ひとつを制圧する力を持ち、長距離射撃形態へ変化するも弾丸が切れた際には手動で装填する必要がある。
武装
ハイパーマグナム450

ジャングル・メリケンサック

バトルゴリラ2号
バトルゴリラを失ったシュワル・ビネガーにクルージング・トムが与えた2号機。
チューンナップされ自動装填装置付になり、在来機よりもパワーも上がっているらしいが、性能はほとんど変わらない。1号と同様、弾切れの際に隙が生れるのが弱点。
ヘルコプター
- 全長：6.92m
- 重量：7.30t

サンダー・ブルーが搭乗するヘリコプター型魔神。空中での機動性が高く機首内部に二門の砲塔を装備するが、操縦席は化粧台である。最も台数が多く、365機も存在し、毎日乗り換え機体を磨き上げている。武器でもあるローターを投擲する攻撃は強力であるが、一回しか使えない最後の手段、しかも間違って空中で使うと墜落してしまう。龍神丸めがけて投げたものの戦神丸の刺又に弾かれ、これが敗因となった。
武装
ランサー

デスプレイト・プロペラ

シュリケーン機関砲

ノーズ・キャノン

ゲッペルン
- 全高3.00m
- 重量：7.98t

ジョン・タンクーガーが搭乗する戦車型魔神。上半身に無数の武装が施され、悪路に対応可能な6WDで機動力を持ち合わせて高性能だが照準は若干狂っている。
武装
魔神銃（マシンガン）

ゲッペルン機関砲

セミ・オート機関銃

バズーカ砲

光性子ミサイル

バトルゴリラIII号
本編未登場。シュワル・シスターが搭乗した、バトルゴリラの3号機。武器、性能共に向上している。
2号までと異なり緑、白、黄色のカラフルなボディに頭部のマグナムも短銃に変更し、搭載しているが、フロントアーマーの追加により姿はかなり異なっている。
ゼロ・シュミット
本編未登場。プラマ・ニアが搭乗するゼロ戦型魔神。茶系と大きな流線型の胴体、細い手足を持つ。彼の趣味はこの機体の改造とペイントである。
セカンドガン
- 全高：3.80m
- 重量：8.00t

クルージング・トムが搭乗する第一界層のボス魔神。飛行形態へと変形。創界山でも屈指の飛行能力を持つが、力は弱く接近戦は苦手。通信方法は妙に可愛らしい。
デザインはジムに似ていると指摘されたこともある。
武装
ミスト・バルカン

ペッパー弾砲

ジェット・ランチャー

技
セカンド・エルボー

### 第二界層
モンスターをモチーフにした魔神。
フランケーン
- 全高：3.56m
- 重量：7.50t

Dr.サッカサマーが制作、搭乗する魔神。魔神としては珍しく言語を話す機能が付いている。12万馬力の力を持つが、側頭部のボルトが緩むとお馬鹿さんになる。魔神大集合での名称はフランケンシュタイン。
武装
ヘッド・スパナ

フェイス・シールド

技
フラン・ヘッド・バット

フラン・レッグ・キック

ムーンウルフ
ゼロ・ニモが操縦する狼男型魔神。月の満ち欠けなどで獣人形態へ変身し、その力だけなら第二界層では最強に位置する。遠吠えで動物を操る能力を持つが、毛髪は自然に増毛し、武器を使って散髪する。
武装
半月刀

スクラッチ・クロー

ドラクロス
ドン・ギララが搭乗する吸血鬼型魔神。完全破壊が目的。玩具サイズから巨大化し乗り込む。龍神丸がこの機体を知っていたので以前対決していたと推測する。
必殺技を弾き返す実力があるが、弱点である光の反射による虚をついて屠られる。以後ワタルは基礎能力の底上げが必要と感じとり、その切っ掛けとなった相手である。
武装
クロス・マリット

リグレット・パイル

ドラマウス

フランケーン2号
フランケーンの改良型。電動スパナによって器用さが向上。左目に真実の鏡探知機を装備し、外れなら「ちゃう！」当たりなら「これや！」と判別する。第二界層カンサーイ地方の方言も喋る機能がつく。
武装
モーター・スパナ

フェイス・シールド

必殺技
あっちこっちボール

パラソーラ
本編未登場。アメダスてる皇が操縦する一つ目のお化け傘型魔神。脚部がひとつのみ。
スネーク・ゴーゴン
本編未登場。木下テルヨが操縦するゴルゴーネス型魔神。オレンジの髪と、蛇のような下半身に加え4本の腕を持つ。
スケルバット
- 全高：3.75m
- 重量：7.08t

デス・ゴッドが搭乗する第二界層のボス魔神。通常はローブを纏っていたが、ムーンウルフによってバラバラにされ、サッカ・サマーの手により分解されても再合体する形状記憶合骨製に変更。更に二体に分離する機構が設けられ、スケルバードとスケルウルフに分かれる。
武装
ボーン・ステック

ソーン・ボーン

デンターB

腹部ミサイル

必殺技
デス・ゴッド流星剣

### 第三界層
スポーツをモチーフにした魔神。
ブドーマスター
ケン・サークが搭乗する魔神。敵の動きを補足し捉えるカメラ『心眼筒』を装備するが、鉄下駄によって動きは鈍い。
武装
武道刀

金剛下駄

ファイヤーパック
マリアンネットが搭乗するアイスホッケー型魔神。力はあるが操作が扱いづらく、寒さに弱い。13日の金曜日にその真価を発揮する。
武装
ファイヤー・スティック

13カッター

マグマゴング
アブドラ・ザ・馬之助が搭乗するレスラー型魔神。頭身は低いが多才な格闘技を繰り出し、頭部のモヒカンは接近用打撃武器になるが、劇中では未使用。凶器の栓抜きは重要アイテム。
武装
側頭部バルカン砲

タックルメット
タッチー・ダウンが搭乗するアメフト型魔神。突進が得意。劇中では同型機が5機登場している。
ブルドン1号
本編未登場。オガガ夫人が搭乗する魔神。搭乗者と同じく、ピンクの服を着た金髪の魔神。ラケットを持っている。
ダイビングヘッド
本編未登場。スイマーセンセイが搭乗するダイバー型魔神。水中メガネにシュノーケルを着けた青いボディで、足はヒレがついている。
コンジョー9（ナイン）
本編未登場。ヒューマン・スターが搭乗する野球選手をモチーフにした魔神。キャッチャーマスクを被り、背中と手に2本のバットを持つ。
スモウマスター
本編未登場。壮快山が搭乗する力士型魔神。手に軍配を持ち、化粧まわしを締めている。玩具同梱の新聞にも掲載。本来農作業用を戦闘用に改修したものだが、性能が悪過ぎたのでお蔵入りしたという曰く付きの機体。
キングヘラクロス
ソイヤ・ソイヤが搭乗する第三界層のボス魔神。操縦者と違って美形である。全身を純金で覆われ、武器の金額ではツインカーメンよりも高額。速度と機動性が高く龍神丸と互角の能力を持つ。
武装
エクステンド・クロー
シールド・ソード
シューティング・スター・フィスト

技
セクシー・キッス・ファイヤー

炎龍拳返し

### 第四界層
宇宙をモチーフにした魔神。
ミュートロン
ドン・キホッテが搭乗するパトロール用の魔神。寒さ凌ぎのため、操縦席の壁面には無数の携帯カイロが貼られている。後に騒音公害と森林伐採を促進させる理由から量産されて第五界層にも配備される。
武装
コスモカッター

バルーンミサイル

ノーチラス
イモ川短銃郎が搭乗する魔神。巨大な脳を有している。操縦者の横文字嫌いにより、全て日本語読みになっている。
武装
疾風飛翔弾

雷神火炎機

技
空飛ぶ氷

幻怪光線

エーリアン
ドクトル・コスモがギーガンⅡをサポートする為に開発した簡易量産型魔神。リモートコントロールで動き、動作が単調。
武装
魔神銃

ゲッペルタンク
ゲッペルンの量産型。雪道でも対応できるように6WDからキャタピラに換装されている。また、第三、第五界層にも配備されている。
スルメーカー
本編未登場。サッキーカーが搭乗するUFO魔神。赤いボディに大きな一つの目に後頭部の三本の触手、三本の脚を持つ。『魔神英雄伝ワタル2』に登場予定するはずだったドワルダー魔神108体にも描かれている。
エキスポG（ゲー）
本編未登場。XYZ星人クーミが搭乗する大阪万博のシンボル『太陽の塔』に似た魔神。スルメーカー同様『2』に登場予定するはずだったドワルダー魔神108体にも描かれていた。
電波様
本編未登場。ヒモジアンが搭乗する宇宙人型魔神。大きな目をした金色のボディと細い腕が特徴。脚部は無い。上記の二体同様、『2』に登場予定するはずだったドワルダー魔神108体にも描かれている。
ギーガン
ドクトル・コスモが操縦する第四界層のボス魔神。常に稼働し続けているので、凍結しない。だが、操縦席には湯桶が置かれている。後に騒音促進や森林伐採に利用する理由から第五界層でも量産される。
モチーフは映画『エイリアン』シリーズのエイリアン、名前はデザイナーのH・R・ギーガーから。
武装
メイス

スコーピオンヘッド

ソウルカッター

ブラッシャージョーズ

ギーガンII
ギーガンの改良型。反射スピードが1.5倍アップしているが機体性能が追いつかず数分でオーバーヒートし瓦解する失敗機。戦神丸の「×の字斬り」に敗れる。

### 第五界層
乗り物をモチーフにした魔神。
ブルッキー
ヘドローナが搭乗する重機型魔神。腕の関節が無いように見えるが、伸縮させて一体化しているだけである。
龍神丸がいないワタルを執拗に追い回したが、自分の工場にあったガスタンクに衝突、その衝撃によって散った火花に引火して爆発した。唯一自滅した魔神である。
ヘルコプー
ヒマワリ村の住人達の手により制作されたヘルコプター型大量生産魔神。魔神鍛冶の手で作られていないので質は落ちている。四機登場するが、戦神丸と空神丸による連係プレーで破壊される。
ブルッキー2号
ブルッキーの2号機で、後頭部のアームを鉄球に変更したタイプ。飛行能力もあり、口から吐く熱線で空神丸を倒す。龍王丸の初陣の相手。
技
ハリケンファイヤー

ギッチラーゴ
クサーヤが搭乗する戦艦型魔神。特殊な汚水でも溶解しない金属で構成されている。大きさは通常機体よりもふた周りほど巨大。
武装
電撃蝿

巨大渦潮鳴門一号

倍速ミサイル

三倍速ミサイル

ハングリオン
バッド・マックスが搭乗するバイク型魔神。簡易走行形態に変形。背部に装備する6本のランニングマフラーから出す排気ガスは生き物を無理矢理走らせる。高速走行を追求する為だけに開発された。
武装
チェーン・ガマ

頭部バルカン

技
ハングリメットバット

ラリアーム

ドリルクラッシャー
ムコ・ハーンが乗り込む削岩機型魔神。
武装
スーパーアロイドリル

クラッシャージョーズ

アイアンボール
ヨメ・ハーンが乗り込む粉砕機型魔神。両腕が存在しない珍しい機体。
武装
重金属球（ヘビメタボール）

アイアンドリル
ドリルクラッシャーとアイアンボールが上下に合体した魔神。スケルバットやエレファントムとは違い、2体の別機体を一つにまとめた珍しいコンセプトになっている。
量産型ブルッキー
メタルブリキントンが乗り込む量産型魔神。武装などは2号機と同じである。
コンボス
アック・スモッグルが搭乗する第五界層のボス魔神。簡易走行形態に変形。登陽自動車製。性能が良好なので量産化しやすいが実現しなかった。龍神丸とは二度対決している。
名前は「コンボイ」から。また商品開発担当の朝比奈祥和によれば、「社内の『トランスフォーマー』チームから文句を言われると思いましたが、大丈夫でした（笑）」とのこと。
武装
ズーム銃

爆裂ミサイル

テフロントグリル

コンボナックル

ホイルレッグス

### 第六界層
動物をモチーフにした魔神。
エレファントム
ビビデ・オージが搭乗する象型魔神。魔法力対応型。眉間が青い。
武装
ムーンパウンダ

ファントムアイボリー

フロントガンバレル

リアガンバレル

ヘルライガー
ビビデ・シシ・カバブーが搭乗するライガー型魔神。他の機体と違い、魔法力で操作される。鬣の一部が赤い。
武装
キングブーメラン

マンベリ

シールド

ニードルメイン

ヘルクロー

マジックテール

ゴーストン
ビビデ・セーキマ・ツーの蘇生魔法で蘇った14体の亡霊魔神が合体した姿。この名称は十体以上で構成するものの名で、それ以下をゴーストンミニと呼ぶ。
合体直後は以前と同じカラーリングだが、魔法力解放後はほとんどの魔神が赤、青、緑を基調としたカラーに変化した。ブロックごとにゴーストンミニになる。
必殺技
ゴーストンファイヤー

ゴーストスクランブルダウン

GO〜ストーン地獄落とし

コンバットG
ゴーストンの胴体部になるゴーストンミニ。コンボス、スケルバット、ハングリオン、ゲッペルンの合体。だが、コンボスの内部はほとんどの機能を削除された状態にあるという。
ヘルガン
ゴーストンの左腕になる合体幽霊魔神。ヘルコプター、ギーガンの合体。
バトルトロン
ゴーストンの右腕になる合体幽霊魔神。バトルゴリラ、ミュートロンの合体。
キングフラムーン
ゴーストンの右脚を構成する合体幽霊魔神。キングヘラクロス、フランケーン、ムーンウルフの合体。
武装
103カッター

ファイヤーガンクロス
ゴーストンの左脚を構成する合体幽霊魔神。ファイヤーパック、セカンドガン、ドラクロスの合体。
エレファントム2号
ビビデ・セーキマ・ツーが搭乗するエレファントムの2号機で、ゴーストンの中核でもある。スケルバット同様、二体分離機構を採用しているが、コンピューターではなく魔法力で制御されている。操縦席は原型と同一。頭頂部がサーモンピンク。
エレファントム3号
ビビデ・チビット・モレーテルが搭乗するエレファントムの3号機。2号同様、二体分離が可能。頭頂部が黄色。操縦席は原型と2号と同一。
ヘルライガーII
ビビデ・ババ・デブーとビビデ・アラ・ビアンが搭乗するヘルライガーの2号機で、第六界層のボス魔神。鬣の一部が緑色。千光の腕輪を利用し、盾を電磁石に変化させ、魔神を引き寄せ切り裂く戦法を行う。操縦席は原型と同一。

### 魔幻ゾーン
各界層のボス魔神の強化型。
サードガン
- 全高：3.8m
- 重量：8.65t

魔道門を守護する魔神で、セカンドガンの強化型。パネルアイズによって無人操縦と激突の回避が可能。
武装
サードワインダー

ヘイルバルカン

イーグルハープーン

グライドカッター

エアインテークミサイル

スケルデビル
- 全高3.95m
- 重量：8.15t

魔風門を守護する魔神で、スケルバットの強化型。ウマシカが召喚するが、こちらも無人機。全身の6割に改良を施されている。
武装
デビルスティック

ガンダンガン

ボーンニードル

スピアホーン

エイリガン
- 全高：5.59m
- 重量：9.12t

魔天門を守護する魔神。ギーガンの強化型。本体は原型に近いが武装が強化されている。サードガン・スケルデビルと同じく無人機。強力な握力で龍神丸を翻弄させた。
武装
チャイニーズクラッカー

ソウルカッター

アックスクロー

キャラペイス

デストラップ

技
ピース&バイト

スーパーコンボス
- 全高：4.51m
- 重量：9.24t

魔界門を守護する魔神で、コンボスの強化型。こちらは有人機で、ニオー兄弟が搭乗する。魔神デザイナー、レンジャ・ヒノが制作。外見はコンボスのままだが、武装などを一から吟味し強化改良を施されている。操縦席は原型と同一。
武装
M-160スーパー銃

ニューホイルレッグス

コンテナランチャー

シーズパーム

### 第七界層（地下）
ツインカーメン
- 全高：4.03m
- 重量：8.94t

怪傑ゾロリが搭乗する棺桶魔神。ロールスライス社製。棺桶型武器庫のデスアークから一万種にも及ぶ武器ツインウェポンを取り出して戦う。頭部を左右に開くと本体部が隠されている。装飾品は数千万クレジットの貴金属で構成する。
武装
ヒットスライサーL

搬送装備
デスアーク

武装
ショックサンダービーム

ミラクルトマホーク

ブーメラントマホーク

ドリルミサイル

ラッセルアーム

ドリルアーム

ランチャーアーム

技
マミークラッシャー

ツインファイヤー

ピラミットビーム

カイザーヘラクロス
- 全高：4.12m
- 重量：8.21t

サンチョ・パンダが搭乗するキングヘラクロスの強化型。原型と同じ美形で、操縦席も同一。
武装
エクステンドクロー改

バリヤーソード

必殺技
カイザーコメットナックル

ハイパーレッグキック

ファイヤージャック
サンチョ・パンダが破壊されたカイザーヘラクロスの代わりに搭乗するファイヤーパックの強化型。パックを乱反射させる「ジェットスクリュー作戦」を展開。操縦席は原型と同一。
武装
フレイムスティック

13カッターS

### 第七界層（地上）
邪虎丸（じゃこまる）
- 全高：3.15m
- 重量：8.23t
- 最大出力：5400馬力
- 走速度：850km/h
- 最大飛行速度：M1.53
- 握力：230000kg、
- 視力：30.0

虎王が搭乗する可変魔神。本来は第六界層用に配備されていたが、ビビデ・ファミリーには誰一人も乗りこなせる者がおらず、その高性能のポテンシャルにドン・ゴロが目を付け贈った。
「チェンジタイガー」の掛け声で猛虎形態へ変形。空神丸とは可変後退翼や変形パターンなどが共通している姉弟魔神である。軍部は製造元を不明確にする為、魔神紋章を和えて丸から三角に変えている。天界山の入り口を守る虎の魂を核にする。
虎形態
- 全長:4.55m
- 最大出力:52500馬力
- 走速度:965km/h
- 最大飛行速度:M2.63
- 視力：55.0

武装
タイガーソード

タイガーシールド

デビルタイガーミサイル

シールドソー

ジャグショルダー

タイガーバルカン

レントクロー
技
タイガーソード

タイガーソード・ストーム

タイガービームアタック

ガッタイダー
- 全高：6.08m
- 重量：32.71t

ザン三兄弟が搭乗する合体魔神。通常の魔神以上よりも数倍の体躯とパワー、速度を持つ。合体前でも互角の戦闘力を有し、三体で連携しながら一個体を攻撃、怯んだ隙に合体し叩きのめす戦法を常套手段にする。天空龍牙拳の直撃にも耐え、登龍剣を折った。
弱点は中央部にあるモノアイ「アキレス・アイ」で、中枢と直結している。合体機構の関係上、防御能力はドンゴロよりも低い。
武装
W-9スピア
魔神銃
技
シャッグルバイト

ブラッシーニードロップ

アキレスビーム

ボーディ
ザン・コックが搭乗する魔神。ガッタイダーの上半身に合体。本来はイッシンダーそのもの。
なお、アニメーター用の作画資料ではボーディルと表記されている。
レフター
ザン・ギャックが搭乗する魔神。ガッタイダーの左足に合体。元々はトラオウダーの腕部分。
ライター
ザン・ゴロツキーが搭乗する魔神。ガッタイダーの右足に合体。
ドンゴロ
- 全高：6.45m
- 重量：34.00t

ドン・ゴロが搭乗する鬼型魔神。単体でのサイズは劇中では最大。悪鬼の化身とも呼ばれ、今まで百体以上もの魔神を撃破し、その真の強さはわからないと言われる。鳳龍剣の直撃にも耐えたが、用済みと判断したドアクダーが放った光弾に倒れる。
武装
首領剣

如意棍棒

邪鬼牙

技
ドンゴロビーム

邪鬼牙弾

イッシンダー
玩具同梱の新聞に掲載。ザン三兄弟が兼用していた巨大魔神。虎王の悪戯により両脚が切断される。
トラオウダー
玩具同梱の新聞に掲載。虎王のワガママで製作された悪戯用の魔神。後に胴体がブドーマスター、両腕がガッタイダーのライター、レフターのベースになった。

## 創界山
モンジャ村
創界山の麓『ヤマタイ山』にあるヒミコの故郷。龍の神が眠る『龍神池』があり、村の儀式によって救世主ワタルが召喚される。
ミヤモト村
創界山周辺に存在するシバラクの故郷。モンジャ村から10日で行ける距離にある。家族も含め長寿であり、一族全てが住んでいることから当人も数えたことがない。
神部七滝
創界山にかかる虹を生み出す巨大な滝。
第一界層
ドドド村
フリフリ村
双ッ龍岩（ふたつりゅういわ）
第一界層の外れドッコイ山にある赤と青の龍の岩がある場所。
アップダウンシティ
サンダー・ブルーの支配地。声を出すと上下に隆起する都市。
グルグル村
中央部に位置する山間部の村。年中巨大竜巻が発生している。
ビュービュー村
ビシビシ村
ビシャビシャ村
カラカラ村
年中日照り続きの村。
ガラガラ村
タンクーガーが支配する村。城から人工雷を降降らせ、家も洞窟や地面住まいになっている。サヨリ以外の人々は太っていた事を笑い物にされていたタンクーガーの復讐で肥満な体型になっている。
ユラユラ村
奇岩城
ユラユラ村の上空に聳え立つクルージング・トムの居城。天空の城と呼ばれる移動要塞。
第二界層
アベ・コーベ市
サッカ・サマー研究所がある都市。彼の研究により、男はスカート後ろ歩行、女は逆立ち歩きにされている。
日影オールドタウン
一年中日陰に覆われている町。
ルマニア村
人間を年中動物達によって虐待し続ける。ニモの怒りを鎮める為に鏡や丸いものをお供えにしている。
逆流川
ルマニア水田
ゼロニモの棲家
第二海
第二界層の東にある三日月型の海。
龍宮島
クロスタウン
ギララの支配する町。逆転現象により生活リズムが狂わされている。
ドン・ギララの城
高山峠
山並村
山並山脈
ツク谷村
カガミ湖
デス・ゴッドの城
第三界層
アチアチ村
たいまつ砂漠
ホットプレート村
マリアンネットの支配する文字通りの熱菌消毒がなされる村。
キャンドル峠
ムシムシ部落
アッチ島
カッカ村
アッチ島に唯一ある集落。
ダウンスタジアム
アッサムの神殿
第四界層
コチンコチンシティ
コチン湖
ファイヤードラゴンの洞窟
イエイエ谷
イエイエクレバス
ツンドラドラ地帯
ヤッピ村
エボシ岩
ヒエヒエ神殿
ドクトル湖
ドクトル・コスモの要塞
第五界層
ヒマワリ村
ヘドローナの工場
セリーヌの森
イタロウ村
万人沼
アサリバー
ランラン村
ハングリオンサーキットコース
ダイオキシン街道
ランラン村からコロガッテルの里、ドラゴンシティを結ぶ街道。毒素のために草木一本生えない。
プカプカ工場
ハーン夫妻が支配する空中工場。コロガッテルの民が使役されている。
ドラゴンシティ
聖地ホーリウッド
かつては第五界層南部に広がる大森林地帯だったが、強力コンクリートで鋪装されている。
ヘドロ御殿
カムロギの樹を改造した鋼の工場。
第六界層
グーグー村
オージの支配地。村の男性達がオージの魔法で眠ってしまい、サリーを含む村の女性達はオージに嫁にされようと狙われていた。
オージ城
獅子の滝
シシカバ城
ジオメトリーウッド
シシカバブーの支配地。
炭焼きの森
エッシャ川
オワリ湖
マスクの森
魔神墓場
紋章岩
オレンジ山脈
第六界層を一直線に北西から南東に沿って聳え立つ山脈。ここを超えなければヘンデル村には辿り着けない。
ヘンデル村
モレーテルの支配地。村の大人達がモレーテルが作った魔法の砂糖で子供の姿に変えられていた。
モレーテル城
針の山
風鈴の森
ビビデ王城
魔幻空間
魔道門
魔風門
魔の風
魔天門
諦穴
魔天門の底部。試練に敗れた勇者たちが大勢いる。
魔界門
40000以上もの悪心鳥居が並ぶ関門。
第七界層
蟻巣の地下迷宮（ありすのちかめいきゅう）
一度踏み入れたが最後、二度と日の目が拝められない複雑な地下迷路。特別な巻物などでしか通過はできない。
ゾロリの隠れ家
チカボッコリの遺跡
聖龍殿から落ち延びた従者たちが隠れ住んでいる遺跡群。現生界で知り得る建造物が多数ある。
白龍の神殿
チカチカ湖
水晶の洞窟
白龍が眠っていた洞窟。
魔神殿
創界山頂上にそびえる、ドアクダーの居城。
聖龍殿
魔神殿の本来の姿。

## アイテム
勇者の剣（ゆうしゃのつるぎ）
メイン武器。龍神丸を召喚する武器であり、必殺技を繰り出すのにも必要な物。刃という物騒なものは無い。
勇者の装束（ゆうしゃのしょうぞく）
ワタルが身に纏う鎧。衝撃や弾丸すらはじく鎧と勾玉、金龍の冠に勇者の剣のセット。これがなければ身体能力が向上しない。勾玉は龍神丸の額「龍導口」と同素材で、互いに引き合う性質を持ち、彼やヒミコの肩パッドは龍の鱗で作られているらしい。
万能ハイカラ靴（ばんのうハイカラぐつ）
妖部一族に伝わる宝物。踵部分を二回合わせるとローラースケートが飛び出し、一回叩くと引っ込む靴。履けると救世主の証明らしい。
へんたま
赤龍と青龍の魂が宿った聖なる珠が合体したアイテム。色の違いで赤い表面内部はスプリングが無数に内蔵されておりスーパーボールのように跳ね、ブリキントンなどの大群を蹴散らす際に有効。青い表面は龍の鱗が幾重にも敷き詰められており、弾力がない代わりに重い一撃を加えることができるため、質量弾の如き破壊も可能。名前の由来はヒミコが「変な玉」と呼んだことによる。
タマンゴ
声 - 龍田直樹
Dr.サッカ・サマーが作った失敗作。本来は美女が出てくるはずだったらしい。普段は緑色の玉だが、火を吹く怪獣になる。熱に強いが、食い意義があり、臆病で、足は遅い。ジャレオンのライバルでもある。ドアクダーとの戦いが終わった後、モンジャ村に暮らしているが、以降の作品には登場しない。
ぺったん手裏剣（ぺったんしゅりけん）
モンジャ村に自生するれぶん草を主成分に冷やし固めた刃の無い手裏剣。引っ付くと凶暴な怪獣をも気持ち良くさせる。ただしアラビアンが繰り出した煙を触媒にした魔法生物には効果はない。
焼酎花（しょうちゅうばな）
お金のないワタルがクラマに与えた花。アルコール度数が強く、匂いを嗅ぐだけで酔っぱらう。
獣笛（けものぶえ）
魔物を大量に呼び寄せるくすんだ色の笛。普通の人間にはその音色は聞こえない。
神部の笛（しんべのふえ）
その音色によって第一界層の天災現象を元に戻すアイテム。「しんべさん」が持っている笛ではなく、神々の祈りの力を込めた笛という意味。クルージング・トムが隠し持っていた。第三界層では、ヒャクニーン仙人を封印していた玉を解放する為に使用される。第五界層にある大樹カムロギの枝を削り加工して使われている。
真実の鏡（しんじつのかがみ）
逆転した第二界層を元に戻すアイテム。デス・ゴッドたちが鏡を集めていた原因でもある。しかし、その実態は鏡湖に映し出された鏡面で、ドアクダーはその事実を周囲に隠匿していたらしい。
おミツが所持していた手鏡は偽りを映す偽物であったが、デス・ゴッドに割られたこれをワタルが鏡湖の水に浸けると、真実の姿を映す鏡として再生された。以後、ワタルはこちらを真実の鏡として持ち歩いている。
ファイヤードラゴンの鱗（ファイヤードラゴンのうろこ）
ユーキの祖父の形見でもある品。氷漬けを防ぐ鱗。
灼熱の剣（しゃくねつのつるぎ）
第四界層ヒエヒエ神殿に鎮座するウララの像の左手に本来置かれた刀身が黄色い剣。灼熱現象の原因。勇者の剣よりも一回り小さい。
灼熱の盾（しゃくねつのたて）
第三界層カリン島の頂きに鎮座するアッサムの像の左手に置かれた右向きの龍神が刻まれた赤い盾。
極寒の剣（ごくかんのつるぎ）
アッサムの像の右手に置かれた刀身が青白い剣。極寒現象の原因。炎の壁をも一振りで切り開く。
極寒の盾（ごくかんのたて）
ウララの像の左手に置かれた左向きの龍神が描かれた青い盾。
龍の眼（りゅうのめ）
ウララが流した涙の結晶。その実態は灼熱の盾に刻まれた物質であり、強すぎる灼熱世界を極寒の剣の力で制御する力を持つ。
万能塗り薬（ばんのうぬりぐすり）
忍部家に伝わる塗り薬。どんな傷でも根元まであっと言う間に治すが、悪人には効果がない。原料にはモンジャ村付近の森に生息する熊の糞が使われている。
王者の剣（おうじゃのつるぎ）
勇者の剣がセンニーン仙人から餞別として強化された物で、灼熱の剣と極寒の剣の性能を併せ持つ。最終決戦でドアクダーを貫こうとするも傷付けることもできず、刃先が折れてしまう。
復活の聖水（ふっかつのせいすい）
セリーヌの花から流れ出る蜜のこと。死者を甦らせ、魔力からも開放させる。開花させるには勇気ある者が命を賭して咲かそうとしたのを証明することが条件である。
ヨカッタネ
第五界層を汚染している大気や汚物を浄化し、正常に戻すカムロギに生る「ほほえ実」の種子。ホーリウッドの土壌に埋めなければ発芽しないが、成長速度が異常に高く、1分で成長を遂げる。
千光の腕輪（せんこうのうでわ）
人間の潜在能力を向上させる黄金の鱗をあしらった腕輪。「閃光」とは書かない。
龍神の盾（りゅうじんのたて）
魔界の者が繰り出す攻撃、魔界力を弾き返す白龍の鱗を基に造られた黄金の盾。手にした者は地獄という名の試練が付いてくる。通常は千光の腕輪に飾られた宝玉に収められている。
龍王の剣（りゅうおうのつるぎ）
救世主の証である剣。魔界の者を傷つけられる唯一の武具とされ、ドアクダーの魔界力によって第七界層の刃岩石近くで石化されていた。OVA『真魔神英雄伝ワタル』でも引き続きワタルが所有しており、魔神山に封印されている皇帝龍を復活させる為の鍵である事が判明する。
邪鬼玉（じゃきだま）
ドン・ゴロが虎王に与えたアイテム。小型魔神に変形し、偵察や移動手段に使う。邪鬼羅（ジャキラ）、邪獅子（ジャレオン）、邪黒鳥（ジャクロー）の3体の総称でもある。

## 用語
現生界（げんせいかい）
ワタルたち、人間が住む現実世界の意。神部界の住人はこう呼称する。元来、神々や魔物もここに住む者である。書籍によっては「現世界」「現実界」「人間界」などと誤表記されることも多々ある。
神部界（しんぶかい）
現生界と異なる場に存在する神々の世界。普通の人間では到底行き着くことができない場でもある。シバラクやヒミコ、クラマ達も含め、この世界にいる全ての人は世を護って自然を司り、その力を行使する普段着を着た一般人的な神と女神である。ユーキ達は立場的には彼らよりも上級神である。
創界山（そうかいざん）
神々が治める神聖なる山。本来は一つの山だったが、約数万年前の大戦により七つの界層へと分かれた。上記の街や村があるが、これらはごく一部に過ぎない。この山に架かる七色の虹が神部界と現生界の平和と希望の象徴とされ、神部界が危機に陥ると灰色に濁る。放送前の書籍や投稿ページのハガキなどから現在まで度々「階層」と誤った表記をされるが「世界の大層」の意。
忍部一族（しのびべいちぞく）
創界山の麓モンジャ村に住まう忍者一族。888名と261匹の忍者で構成される。
剣部一族（つるぎべいちぞく）
モンジャ村より徒歩で10日程のところにいる剣士の一族。様々な異端児を輩出する。
魔神山（マシンざん）
創界山から南に300里離れた海に浮かぶ、魔神島にある山。「地」を司り、魔神の原料となる鉱物や資材が豊富に採れる。魔神鍛冶達が住まい、龍神丸やゴーストン、フランケーンなど、一部例外を除き全ての魔神はここで生産された。その理由は『頭能銘石』、『母体混石』と呼ぶ二つのレアメタルが必要で、ここでしか産出されていないからである。
クレジット
創界山周辺における 通貨の名称。日本円よりも高い。
神部文字（しんぶもじ）
神部界の人々が使う一般文字。どの作品にも共通の平仮名である。母音、または母音と子音の組み合わせをもって一字とする。『超魔神英雄伝ワタル』においては大小の英字、アラビア数字に近い文字が加わった。
馬里（ばり）
神部界の距離を示す。約2キロメートル。
〜の刻（ - こく）
神部界の現在における時間帯。干支の十二支が24時間に振り分けられている。大昔は黄道十二宮で表されている。「金鶏の刻」は朝の8時。
魔神（マシン）
魔の破壊力と、神の意思を持つ巨大ロボットの総称。その歴史は神話からと古く、現在は一種の産業として成り立っている。内部は機械的メカニックではあるが、動力源となる核には神々や神獣の魂を使用している。多くは4、5頭身で3本から4本の指と爪を持ち、大きさはレジスターから超弩級戦艦級の大きさまでと幅広い。普通の魔神を買うのに平均約50万クレジット必要とする。創界山ではオリジナルの機体が約百体前後、稼働している。
魔神紋章（マシンもんしょう）
各家々にある家紋であり魔神のパーソナルエンブレム。基本的に一人に一つずつ持っており、ヒミコをはじめ、オジジやオババ、雑兵であるブリキントン、EXマンにも存在する。合体などで姿が変化しても紋所は代わる。
魔界（まかい）
神部界とは正反対に位置する魔界の者が支配する暗黒の世界。平和な世の中である前述とは違い、そこに住む者は親子の情愛も薄く、常に裏切りや殺戮が繰り広げられる陰謀渦巻く戦国時代的群雄割拠の状態であるとされ、ドアクダーはその世界では5本指に数えられる実力者である。本作に限らず、後継作品において黒幕や大物の多くがここから来た者達である。その真の目的は最上界に住まう「神々中の大神」の世界の制圧とその抹殺であり、創界山の征服はそのための足掛かりにしか過ぎないらしい。だが、これは建前であり、山を破壊し、封印された魔界の扉をこじ開け、自らの邪悪さを強め拡げようとするのが本音らしい。
魔界王子（まかいおうじ）
魔界に住む王の子。頭に一本の角が生え、瞳は魔界の湖の如く青く、髪は黄金色の穂如く金色なのが正当たる証。

## スタッフ
- 企画 - サンライズ
- 企画協力 - レッドカンパニー
- 原作 - 矢立肇（連載誌 - 『てれびくん』、『別冊コロコロコミック』）
- 総監督 - 井内秀治
- チーフライター - 小山高生
- 構成 - 井内秀治、高橋義昌
- キャラクターデザイン - 芦田豊雄
- ゲストキャラデザイン - まんどりるくらぶ
- メカデザイン - 中沢数宣
- 美術監督 - 池田繁美
- 色彩設定 - 山崎恭子
- 撮影監督 - 奥井敦
- 編集 - 布施由美子
- 音響監督 - 藤野貞義
- 音楽 - 兼崎順一、門倉聡
- プロデューサー - 武井英彦、伊藤響(日本テレビ)、佐川祐子(ASATSU)、吉井孝幸
- アシスタントプロデューサー - 富田民幸
- 製作 - ASATSU、サンライズ

## 主題歌
オープニングテーマ
「STEP」
作詞・作曲 - 立花瞳、編曲 - 志熊研、歌 - a・chi-a・chi
元来は立花瞳が大人向けのラブソングとして書き上げたものを、作品にあわせて変更したものである。TVシリーズで歌詞が変更されているのも、映像スタッフからの希望で作品寄りにしたものである。立花自身はこの改変に反対だったので、レコードには元の文章で収録されている。
エンディングテーマ
「a・chi-a・chi アドベンチャー」
作詞 - 伊藤アキラ、作曲 - 池毅、編曲 - 志熊研、歌 - a・chi-a・chi
オープニングテーマとは異なり、『ワタル』のために新規製作された歌。オープニングの対象年齢が高めだったので、幅広い層にメッセージを配信するため対象年齢は低めにしてある。

## サブタイトル
| 話数 | サブタイトル                           | 脚本              | コンテ            | 演出       | 作画監督     | 登場敵魔神                                           | 放送日         |
| ---- | -------------------------------------- | ----------------- | ----------------- | ---------- | ------------ | ---------------------------------------------------- | -------------- |
| 1    | 救世主は小学四年生                     | 小山高生          | 井内秀治          | 福田満夫   | 芦田豊雄     | バトルゴリラ                                         | 1988年 4月15日 |
| 2    | ふしぎアイテムへん玉みっけ!            | 小山高生          | 芦田豊雄          | 日高政光   | 中村旭良     | バトルゴリラ2号                                      | 4月22日        |
| 3    | クラマに御用心!                        | 小山高生          | 井内秀治          | 近藤信宏   | 服部憲知     | ヘルコプター                                         | 5月6日         |
| 4    | ガラガラ村の恐怖パーティ               | 井上敏樹          | 谷田部勝義        | 谷田部勝義 | 遠藤裕一     | ゲッペルン                                           | 5月13日        |
| 5    | ひびけ!神部の笛                        | 中弘子            | 石川康夫          | 窪秀巳     | 窪秀巳       | セカンドガン                                         | 5月20日        |
| 6    | アベコベさかさまヘンなとこ             | 小山高生          | 芦田豊雄 井内秀治 | 日高政光   | 芦田豊雄     | フランケーン                                         | 5月27日        |
| 7    | オオカミ男はおマルがお好き!?           | 中弘子            | 福田満夫          | 福田満夫   | 中村旭良     | ムーンウルフ                                         | 6月3日         |
| 8    | 吸血鬼は十字架コレクター               | 井上敏樹          | 香川豊            | 近藤信宏   | 服部憲知     | ドラクロス                                           | 6月10日        |
| 9    | おどろき!真実の鏡探知器                | 平野靖士          | 谷田部勝義        | 谷田部勝義 | 遠藤裕一     | フランケーン2号 スケルバット                         | 6月17日        |
| 10   | ウッソー!ホントにこれが真実の鏡?       | 小山高生          | 石川康夫          | 窪秀巳     | 窪秀巳       | スケルバット                                         | 6月24日        |
| 11   | アチアチ・メラメラ・一本勝負!          | 中弘子            | 香川豊            | 日高政光   | 芦田豊雄     | ブドーマスター                                       | 7月1日         |
| 12   | マリアンネットのヤキヤキ記念日!        | 丸尾みほ          | 福田満夫          | 福田満夫   | 中村旭良     | ファイヤーパック                                     | 7月8日         |
| 13   | 燃える闘魂9×9=81攻撃!                  | 平野靖士          | 尾根盛児          | 近藤信宏   | 服部憲知     | マグマゴング                                         | 7月15日        |
| 14   | ヒャクニーンパワーは仙人パワー         | 高橋義昌 小山高生 | 香川豊            | 谷田部勝義 | 遠藤裕一     | タックルメット キングヘラクロス                      | 7月22日        |
| 15   | よみがえれ!ファイアードラゴン          | 高橋義昌 小山高生 | 小江戸はじめ      | 窪秀巳     | 窪秀巳       | キングヘラクロス ミュートロン                        | 7月29日        |
| 16   | 悲恋オーロラ伝説                       | 中弘子            | 福田満夫          | 福田満夫   | 中村旭良     | ミュートロン                                         | 8月5日         |
| 17   | 抜くに抜けない極寒の剣                 | 丸尾みほ          | 吉永尚之          | 近藤信宏   | 渡辺浩       | ゲッペルタンク ギーガン                              | 8月12日        |
| 18   | 熱いの熱いのとんでいけー!              | 井上敏樹          | 日高政光          | 日高政光   | 服部憲知     | キングヘラクロス                                     | 8月19日        |
| 19   | 龍神丸とびますとびます!                | 中弘子            | 香川豊            | 窪秀巳     | 石丸賢一     | ノーチラス ギーガンII エーリアン                     | 8月26日        |
| 20   | 龍神丸ヒエヒエ神殿に散る!              | 高橋義昌          | 谷田部勝義        | 谷田部勝義 | 遠藤裕一     | ギーガンII エーリアン ガッタイダー                   | 9月2日         |
| 21   | 魔界プリンス虎王登場!                  | 井上敏樹          | 福田満夫          | 福田満夫   | 中村旭良     | ブルッキー ヘルコプー                                | 9月9日         |
| 22   | 必見!龍王丸誕生                        | 井上敏樹          | 井内秀治          | 近藤信宏   | 渡辺浩       | ブルッキー2号                                        | 9月16日        |
| 23   | おまたせ!!幻神丸の正体                 | 小山高生          | 日高政光          | 日高政光   | 内山正幸     | ギッチラーゴ                                         | 9月30日        |
| 24   | 爆走!ワタルGENJIの大レース             | 中弘子            | 吉永尚之          | 石川康夫   | 石丸賢一     | ハングリオン                                         | 10月7日        |
| 25   | ミニミニワタルの大冒険                 | 川崎裕之          | 香川豊            | 福田満夫   | 中村旭良     | アイアンドリル （ドリルクラッシャー&アイアンボール） | 10月14日       |
| 26   | ギョエー!あんなところに緑龍            | 高橋義昌          | 谷田部勝義        | 谷田部勝義 | 遠藤裕一     | コンボス ブルッキー量産型                            | 10月28日       |
| 27   | ヨカッタネでよかったね                 | 小山高生          | 高橋資祐          | 近藤信宏   | 渡辺浩       | コンボス ブルッキー量産型                            | 11月4日        |
| 28   | 魔法でウッフン!シバラク先生            | 中弘子            | 吉永尚之          | 窪秀巳     | 石丸賢一     | エレファントム                                       | 11月11日       |
| 29   | 変身!ワタルのわんわん物語              | 高橋義昌          | 福田満夫          | 福田満夫   | 中村旭良     | ヘルライガー                                         | 11月18日       |
| 30   | 魔神墓場のゴースト軍団                 | 川崎裕之 小山高生 | 日高政光          | 日高政光   | 内山正幸     | エレファントム2号 亡霊魔神軍団 ゴーストン            | 11月25日       |
| 31   | ヒミコの子守り大作戦!                  | 鹿島典夫          | 谷田部勝義        | 谷田部勝義 | 遠藤裕一     | エレファントム3号                                    | 12月2日        |
| 32   | 最強魔法使いアラ・ビアンの逆襲!        | 井上敏樹          | 香川豊            | 石川康夫   | 石丸賢一     | ヘルライガーII                                       | 12月9日        |
| 33   | あまいお誘い恐怖の魔道門               | 川崎裕之          | 香川豊            | 近藤信宏   | 渡辺浩       | サードガン                                           | 12月16日       |
| 34   | 難問、珍問魔風門!                      | 小山高生          | 高橋資祐          | 福田満夫   | 中村旭良     | スケルデビル                                         | 12月23日       |
| 35   | 天まで昇れ!魔天門                      | 高橋義昌          | 日高政光          | 日高政光   | 松下浩美     | エイリガン                                           | 1989年 1月11日 |
| 36   | よい子?悪い子?魔界門                   | 中弘子            | 香川豊            | 窪秀巳     | 石丸賢一     | スーパーコンボス                                     | 1月20日        |
| 37   | ワタルとヒミコのアチアチアドベンチャー | 井内秀治          | 河本昇悟 井内秀治 | 河本昇悟   | 土器手真由美 | -                                                    | 1月27日        |
| 38   | 華麗!!怪傑ゾロリ参上                   | 高橋義昌          | 谷田部勝義        | 谷田部勝義 | 遠藤裕一     | ツインカーメン カイザーヘラクロス                    | 2月3日         |
| 39   | 虎王は宿命のライバル                   | 川崎裕之          | 芦田豊雄          | 近藤信宏   | 松下浩美     | ツインカーメン ファイヤージャック ドンゴロ           | 2月10日        |
| 40   | 激突!龍王丸対邪虎丸                    | 井上敏樹          | 福田満夫          | 福田満夫   | 只野和子     | ツインカーメン 邪虎丸 ドンゴロ                       | 2月17日        |
| 41   | 出現!恐怖の魔神殿                      | 中弘子            | 高橋資祐          | 日高政光   | 中村旭良     | ガッタイダー 邪虎丸 ドンゴロ                         | 3月3日         |
| 42   | 戦えワタル!!魔神殿の攻防               | 高橋義昌          | 日高政光          | 石川康夫   | 石丸賢一     | ガッタイダー 邪虎丸 ドンゴロ                         | 3月10日        |
| 43   | 決戦!ドアクダー対ワタル                | 小山高生          | 香川豊            | 香川豊     | 遠藤裕一     | ガッタイダー 邪虎丸 ドンゴロ                         | 3月17日        |
| 44   | 輝け!創界山の虹                        | 小山高生          | 高橋資祐          | 近藤信宏   | 中村旭良     | （ドアクダー・暗黒龍との最終決戦）                   | 3月24日        |
| 45   | 春だ祭だモンジャ村                     | 高橋義昌          | 河本昇悟 近藤信宏 | 河本昇悟   | 内山正幸     | -                                                    | 3月31日        |

第37話と第45話は総集編である。
休止
※何れも関東地区。関東で放送終了したときの各ネット局の対処は不明。
- 4月29日は『グランドスラムゴルフスペシャル』（16:00 - 17:25）により休止。
- 9月23日は『'88サントリーオープンフェアチャリティーゴルフ』（同上）のため休止。
- 10月21日は14:00 - 17:00に翌22日放送の『輝け!! 第11回日本民謡大賞』出場者の選考会が編成、その影響で『読売新聞ニュース』が17:00に繰り下がり、更に17:10に番宣番組『うわさのテレビ』が編成されたため休止。
- 12月30日は『熱中時代スペシャル 三年五組の反乱』（16:00 - 18:00）の再放送のため休止。
- 1月6日は『全国高等学校サッカー選手権大会』（準々決勝、14:00 - 17:30）のため休止。
- 1月13日は『正力松太郎杯国際学生柔道大会』（16:00 - 17:30）のため休止。
- 2月24日は『東京の五つ子ちゃん』（16:30 - 18:00）の再放送で休止。因みにこの日は昭和天皇の大喪の礼が行われていた。

## ネット局
系列局は本放送当時、放送時間は日本海テレビ、沖縄テレビと個別に出典が提示されているものを除き1988年5月中旬 - 6月下旬時点のものとする。
| 放送地域      | 放送局             | 放送期間                      | 放送日時                                                 | 放送系列                      | 備考     |
| ------------- | ------------------ | ----------------------------- | -------------------------------------------------------- | ----------------------------- | -------- |
| 関東広域圏    | 日本テレビ         | 1988年4月15日 - 1989年3月31日 | 金曜 17:00 - 17:30                                       | 日本テレビ系列                | 製作参加 |
| 北海道        | 札幌テレビ         | 1988年4月15日 - 1989年3月31日 | 金曜 17:00 - 17:30                                       | 日本テレビ系列                |          |
| 宮城県        | ミヤギテレビ       | 1988年4月15日 - 1989年3月31日 | 金曜 17:00 - 17:30                                       | 日本テレビ系列                |          |
| 福島県        | 福島中央テレビ     | 1988年4月15日 - 1989年3月31日 | 金曜 17:00 - 17:30                                       | 日本テレビ系列                |          |
| 新潟県        | テレビ新潟         | 1988年4月15日 - 1989年3月31日 | 金曜 17:00 - 17:30                                       | 日本テレビ系列                |          |
| 静岡県        | 静岡第一テレビ     | 1988年4月15日 - 1989年3月31日 | 金曜 17:00 - 17:30                                       | 日本テレビ系列                |          |
| 中京広域圏    | 中京テレビ         | 1988年4月15日 - 1989年3月31日 | 金曜 17:00 - 17:30                                       | 日本テレビ系列                |          |
| 広島県        | 広島テレビ         | 1988年4月15日 - 1989年3月31日 | 金曜 17:00 - 17:30                                       | 日本テレビ系列                |          |
| 岡山県 香川県 | 西日本放送         | 1988年4月15日 - 1989年3月31日 | 金曜 17:00 - 17:30                                       | 日本テレビ系列                |          |
| 福岡県        | 福岡放送           | 1988年4月15日 - 1989年3月31日 | 金曜 17:00 - 17:30                                       | 日本テレビ系列                |          |
| 熊本県        | くまもと県民テレビ | 1988年4月15日 - 1989年3月31日 | 金曜 17:00 - 17:30                                       | 日本テレビ系列                |          |
| 鳥取県 島根県 | 日本海テレビ       | 1988年4月15日 - 1989年3月31日 | 金曜 17:00 - 17:30                                       | 日本テレビ系列                |          |
| 近畿広域圏    | よみうりテレビ     | 1988年4月15日 - 不明 不明     | 金曜 17:00 - 17:30 木曜 16:00 - 16:30 木曜 10:30 - 11:00 | 日本テレビ系列                |          |
| 長野県        | テレビ信州         | 1988年5月13日 -               | 金曜 17:00 - 17:30                                       | 日本テレビ系列 テレビ朝日系列 |          |
| 福井県        | 福井放送           | 1988年5月18日 - 1989年4月12日 | 水曜 17:00 - 17:30                                       | 日本テレビ系列                |          |
| 宮崎県        | 宮崎放送           | 不明                          | 金曜 16:00 - 16:30                                       | TBS系列                       |          |
| 沖縄県        | 沖縄テレビ         | 不明                          | 火曜 16:30 - 17:00                                       | フジテレビ系列                |          |

## 関連商品

### 玩具、食玩、その他立体物
玩具
タカラ
- 重構造 龍神丸（内部骨格を再現）
- 可変構造 龍王丸
- 可変構造 邪虎丸
- へんたま
- いじくりモンスター タマンゴ
- ぺったんしゅりけん
- 龍王丸バズーカ 鳳雷波
- 邪鬼玉
  - ジャレオン
  - ジャキラ
  - ジャクロー

- カラーチェンジ 神部16キャラクターセット（消しゴムセット）

限定品玩具
- ブラックメタリック重構造 龍神丸
- メタリック重構造 龍神丸（白・黄緑・緑）

組み立てキット
タカラ
- プラクション - 魔神大集合を参照。
- 可変構造 龍王丸（構造は玩具と同一）

食玩
カバヤ食品
- 魔神英雄伝ワタルガム（ガッタイダーを除き、一箱に2体のセット）
  - 第1弾 龍神丸＆ヘルコプター、戦神丸＆バトルゴリラ１号、空神丸＆セカンドガン、幻神丸＆ゲッペルン
  - 第2弾 ガッタイダー（分離可）、ドンゴロ＆ブドーマスター、キングヘラクロス＆ファイヤーパック、ギーガン＆ミュートロン
  - 第3弾 龍王丸＆ブルッキー、邪虎丸＆ギッチラーゴ、コンボス＆ヘルライガー、エレファントム＆ハングリオン

- スーパー魔神英雄伝ワタルガム（可変ギミックを再現）
  - 龍王丸
  - 邪虎丸

### 映像ソフト
ビデオ
魔神英雄伝ワタル 全15巻（最終巻に全話次回予告付き）
魔神英雄伝ワタル 創界山英雄伝説（1990年3月5日発売。発売元：タカラ）
LD
魔神英雄伝ワタル 創界山完全大絵巻「12枚組」
DVD
魔神英雄伝ワタル TV&OVA DVD-BOX 1（2枚組全8巻）
※レンタルDVDは2008年から。表紙はLDジャケットと同じジャケットで、当時作画担当した芦田以下12名のうち8人を選出したものである。『月刊OUT』92年8月号に残りの一部が掲載。
BD
魔神英雄伝ワタル TV&OVA BD-BOX（9枚組）
2013年12月18日発売
発売元：Vapビデオ

### 音声ソフト
EPレコード、カセットテープ、8cmシングル（発売元：ビクター音楽産業）
1988年5月21日発売。a・chi-a・chiが歌唱する「STEP」と「a・chi-a・chiアドベンチャー」が収録。カセットテープには両曲のカラオケも収録。
LPレコード、アルバム「魔神英雄伝ワタル 音楽篇」（発売元：ビクター音楽産業）
1988年6月21日発売。主題歌2曲とサウンドトラック15曲が収録。
カセットテープ「アニメイトカセットコレクション 魔神英雄伝ワタル」（発売元：ムービック）
1989年6月1日発売。本編のキャスト・スタッフによる音声ドラマ3本を収録。
カセットテープ、アルバム「魔神英雄伝ワタル音楽篇II」（発売元：ビクター音楽産業）
1990年2月21日発売。a・chi-a・chiや出演声優によるヴォーカル6曲とサウンドトラック11曲を収録。